# Утиный суп
«Утиный суп» (англ. Duck Soup) (1933) — американский чёрно-белый фильм-буффонада режиссёра Лео Маккэри. В ленте снялись четверо из пяти братьев Маркс. Картина стала последней работой дуэта с участием Зеппо и последним из пяти фильмов братьев, выпущенных «Paramount Pictures».
По сравнению с предыдущими лентами с участием братьев Маркс фильм стал кассовым разочарованием, а критики встретили его смешанными отзывами. Ожесточенные споры по контрактам, включая угрозу бойкота со стороны Марксов, испортили их переговоры со студией, как только фильм был запущен в производство. После того, как дуэт выполнил свои обязательства по пяти картинам перед студией, контракт был расторгнут.
В то время как современники считали, что фильм не совсем соответствует стандартам своих предшественников, критическое мнение эволюционировало, и с тех пор он достиг статуса «классики» и в настоящее время широко считается многими критиками шедевром комедии, а также лучшим фильмом братьев Маркс.
В 1990 году внесён в Национальный реестр фильмов, обладая «культурным, историческим или эстетическим значением».
По версии Американского института кино картина занимает ряд мест:
- 85-е (1998) и 60-е (2007) места в списке 100 фильмов;
- 20-е место в списке мужчин 100 звёзд (братья Маркс (Чико, Харпо, Граучо);
- 5-е место в 100 комедий.

## Сюжет
Небольшое вымышленное государство Фридония находится на пороге банкротства. Миллионерша Глория Тиздейл (Маргарет Дюмон) готова предоставить экономике страны 20 миллионов долларов, только если диктатором страны станет эксцентричный и сумасбродный Руфус Файрфлай (Граучо Маркс). Тем временем соседняя страна Сильвания, пользуясь слабостью Фридонии, пытается захватить контроль над ней, используя разные нечистоплотные приёмы.
Посол Сильвании во Фридонии Трентино (Луи Калхерн) пытается разжечь революцию, добиться расположения миссис Тиздейл и жениться на ней, и засылает в страну двух шпионов — брюнета Чиколини (Чико Маркс) и немого блондина Пинки (Харпо Маркс), похожих друг на друга как две капли воды и постоянно подшучивающих над послом, для сбора компромата на Файрфлая.
На совещании палаты депутатов Файрфлаю подают отчёт министерства финансов, он распоряжается найти ребёнка для ознакомления с ним, так как даже он разберётся в нём, хотя сам ничего не понимает. Новая проблема о налогах тут же становится старой, рабочий день сокращается за счёт обеденного перерыва, а так и не дождавшийся от постоянно шутящего и сарказмирующего лидера страны обсуждения налогового вопроса министр покидает заседание.
Не сумев собрать полезную информацию против Файрфлая, шпионы сначала издеваются над возмущённым их поведением продавцом лимонада, торгующим рядом с ними, а затем проникают в правительство, где Чиколини назначается военным министром после того, как Файрфлай видит, как он продаёт арахис у его балкона, а Пинки показывает Руфусу свои татуировки. Тем временем лейтенант Боб Роланд (Зеппо Маркс), секретарь президента подозревает мотивы посла и советует Файрфлаю избавиться от Трентино, нанеся оскорбление и после организовав его депортацию из страны. Руфус соглашается с планом, и распоряжается Пинки отвезти его на мотоцикле, но вынужден добираться отдельно на коляске с мотором.
На приёме у миссис Тиздейл после серии личных оскорблений между ним и послом прямо перед женщиной план даёт обратный эффект — Файрфлай даёт Трентино пощёчину вместо того, чтобы получить её самому. В результате две страны оказываются на грани войны. Руфус меняется с Пинки местами на мотоцикле, и теперь шпион уезжает на коляске. Международные трения усугубляются тем фактом, что Файрфлай также ухаживает за миссис Тисдейл и, как и Трентино, надеется заполучить богатство ее покойного мужа, а также то, что оба отказываются извиняться.
После провала задания шпионского дуэта Трентино подключает свою компаньонку, прекрасную брюнетку Веру Маркаль (Ракель Торрес). С помощью неё Чиколини и Пинки проникают в дом миссис Тиздейл, в котором ночует Файрфлай, и ищут военные планы Фридонии, пока Вера отвлекает миллионершу. Из-за волнения миссис Тиздейл не может уснуть и звонит Файфлаю, прося забрать планы, но Чиколини запирает президента в ванной, надевает ночную сорочку, колпак и очки, наклеивает усы берёт сигару и притворяется Руфусом, благодаря чему узнаёт, что планы лежат в сейфе на первом этаже, после чего ненадолго меняется местами с переодевшимся Пинки, прячась под кровать. Выбравшийся Файрфлай вызывает полицию из комнаты миллионерши после того. как Пинки путает сейф с радиоприёмником и включает музыку на весь дом, Чиколини приходится вернуться в укрытие. Случайно влетев в зеркало, Пинки умело изображает отражение Файрфлая, пока всё не портит подошедший компаньон, которого удаётся схватить Файрфлаю.
Военного министра предают суду, прокурор (Чарльз Миддлтон) выносит обвинение. Готовый помириться Трентино вновь получает пощёчину от Файрфлая, разгорячённого от собственных догадок того, как посол не примет его руку. Это становится последней каплей — прямо на заседании официально объявляется война. Охваченные патриотическим подъёмом, все начинают исступленно петь и танцевать, братья стоят во главе милитаристского балагана. Чиколини и Пинки присоединяются к Файрфлаю и Бобу Роланду в подготовке войск, скачущий объявить о мобилизации Пинки задерживается в доме торговца лимонадом, миловидная жена которого в последний момент успевает спрятать его в ванной. Неожиданно пришедший продавец, идущий помыться перед уходом на войну, слышит звуки трубы и с удивлением обнаруживает выпрыгивающего из ванны Пинки. Новоявленный гонец ночует у одной женщины вместе с конём, снявшим подковы на манер сапог наездника, с которым ложится в одну кровать.
На фронте царит полный хаос и неразбериха — Файрфлай распоряжается купить готовые окопы по голову, так как на рытьё нет времени из-за массовой гибели солдат, Чиколини решает поручить чистку пулемёта у холма уборщицам, Файрфлай командует докладывающему о газовой атаке генералу Смиту воспользоваться солью, содой и стаканом воды. Решив не отправлять сообщение, на которое так и не ответили, оскорблённый из-за порванной шляпы от аккуратно пролетевшего в окно снаряда, пробившего стену, Файрфлай достаёт из чехла «скрипку Страдивари», оказывающуюся «Томпсоном», и начинает стрелять по собственным солдатам, а на замечание секретаря даёт тому 5 долларов за молчание, после чего возвращает их, говоря, что сохранит деньги надёжнее. Генерал Купер отправляет Пинки агитировать прямо на поле боя, надев на того картонный плакат «Поступи в армию, и поймёшь все её прелести», военный министр Чиколини переходит на сторону неприятеля, но приходит на позиции Фридонии, так как здесь вкуснее еда, после чего возвращается обратно за обещание отпуска. Файрфлай, Роланд, Чиколини и Пинки прибегают к миссис Тиздейл, чтобы забрать яблоки из вазы, и оказываются в западне, обстреливаемые неприятелем. Файрфлай вызывает все силы на их спасение, Пинки вывешивает на двери табличку «Требуется помощь». По жребию отправляться за помощью выпадает Пинки, но того отправляют не в ту дверь, и он оказывается запертым в комнатке с фейерверками. На помощь выдвигаются пожарные, полицейские на мотоциклах, бегуны, гребцы, пловцы, обезьяны, слоны и дельфины. Пинки выбирается из комнатки, подгоняемый взрывающимися петардами, Файрфлая с перевязанной на манер кроличьих ушей головой ранят в ягодицу, ему дают воды из большого кувшина, на котором из-за застрявшей головы Пинки рисует его лицо.
Солдаты Сильвании проникают в дом, Чиколини снимает с бойцов каски, после чего Пинки бьёт их кирпичом по голове, Файрфлай ведёт подсчёт. Среди них оказывается посол Трентино, которого Чиколини и Пико закрепляют головой в пробитом отверстии в двери с помощью прибитой доски, сооружая импровизированный позорный столб, после чего того забрасывают фруктами. Посол сдаётся, но Файрфлай просит его подождать пока у них не закончатся снаряды. Миссис Тиздейл начинает петь национальный гимн Фридонии своим оперным голосом, а братья также начинают швырять в неё фрукты.

## В ролях
- Граучо Маркс — Руфус Т. Файрфлай, эксцентричный руководитель Фридонии.
- Харпо Маркс — Пинки, шпион Сильвании.
- Чико Маркс — Чиколини, шпион Сильвании.
- Зеппо Маркс  — лейтенант Боб Роланд, секретарь Файрфлая.
- Маргарет Дюмон — миссис Глория Тиздейл, миллионерша-вдова.
- Ракель Торрес — Вера Маркаль, шпионка Фридонии.
- Луи Калхерн — Трентино, посол Сильвании во Фридонии.
- Эдмунд Брис — Зандер.
- Чарльз Миддлтон — прокурор.

## Вокруг фильма
Начало 1930-х годов — пик популярности братьев Маркс. Вышли такие их фильмы как «Monkey Business» и «Horse feathers» (1932), имевшие громкий успех у зрителей и хорошие кассовые сборы. «Утиный суп» в 1930-е годы не получил такого тёплого приёма аудитории. В США в разгаре была Великая депрессия, и публика приняла циничные шутки про обанкротившееся государство прохладно. Кроме того, в показанном в фильме способе получения Файрфлаем власти и в его первых распоряжениях (запретить проявление радости в публичных местах) некоторые усматривали очевидный прозрачный намек на нацистов.
Известность фильм приобрёл значительно позже и был признан классической работой братьев Маркс. Для их творчества в период сотрудничества с Paramount Pictures сюжет картины был не настолько важен: зрителей больше привлекают искромётные гэги и непрерывная череда комических ситуаций, за которыми сложно уследить.
«Утиный суп» стал последним фильмом в контракте с Paramount Pictures. С 1935 года братья работали с MGM и стиль их в корне поменялся, повернувшись от комедии абсурда и анархии к более спокойному и романтическому развитию сюжета. Фильм остался в истории как эталон анархической комедии абсурда, связанной с именем братьев Маркс.

## Признание
- В 1990 г. включён в Национальный реестр наиболее значимых фильмов.
- Американский институт киноискусства числит «Утиный суп» среди в пятёрку смешных фильмов Голливуда.